# Jermaine Dye
Jermaine Trevell Dye é um ex-jogador profissional de beisebol norte-americano.

## Carreira
Jermaine Dye foi campeão da World Series 2005 jogando pelo Chicago White Sox. Na série de partidas decisiva, sua equipe venceu o Houston Astros por 4 jogos a 0.